# سيمون داوكينز
سيمون جوناثان داوكينز (بالإنجليزية: Simon Jonathan Dawkins)‏ هو لاعب كرة قدم جامايكي ، مواليد 1 ديسمبر 1987م في إنجلترا ، يلعب في نادي ديربي كاونتي الإنجليزي، ومثل منتخب جامايكا لكرة القدم في بطولة كوبا أمريكا 2015 التي أقيمت في تشيلي .

## مسيرته الكروية
لعب سيمون داوكينز خلال مسيرته الاحترافية مع 6 أندية في اثنا عشر موسمًا وسجل خلالها 26 هدفًا ضمن 173 مباراة. ولم يفز بأي موسم بالكأس أو بالدوري.
خاض سيمون داوكينز مسيرته مع نادي ليتون أورينت في موسم 2008–09 لمدة موسم واحد، مشاركًا في 11 مباراة ولم يسجل أي هدف. ثم انتقل إلى نادي توتنهام هوتسبير في موسم 2009–10 ولمدة موسمين، حيث لم يشارك في أي مباراة ولم يسجل أي هدف أيضًا. لينتقل بعدها إلى نادي سان خوزيه إيرث كويكس في عامي 2011-2013 في المرة الأولى ولمدة موسمين ثم في عامي 2016-2018 ولمدة موسمين، مشاركًا طوالها في 96 مباراة سجل خلالها 19 هدفًا. ثم انتقل إلى نادي أستون فيلا في موسم 2012–13 لمدة موسم واحد، مشاركًا في 4 مباريات ولم يسجل أي هدف. هذا وانتقل لاحقًا إلى نادي ديربي كاونتي في موسم 2013–14 واستمر معه طيلة ثلاثة مواسم، مشاركًا في 60 مباراة سجل خلالها 7 أهداف. ثم انتقل بعدها إلى نادي إيبسويتش تاون في موسم 2018–19 لمدة موسم واحد، مشاركًا في مباراتين ولم يسجل أي هدف.

## روابط خارجية
- سيمون داوكينز على موقع الدوري الأمريكي (الإنجليزية)
- سيمون داوكينز على موقع قاعدة بيانات كرة القدم.إي يو (الإنجليزية)
- سيمون داوكينز على موقع ناشيونال فوتبول تيمز (الإنجليزية)
- سيمون داوكينز على موقع Soccerbase.com (لاعب) (الإنجليزية)
- سيمون داوكينز على موقع Soccerway.com (الإنجليزية)
- سيمون داوكينز على موقع عالم كرة القدم.نت (الإنجليزية)
- سيمون داوكينز على موقع AS.com (الإسبانية)